# Archi Alert

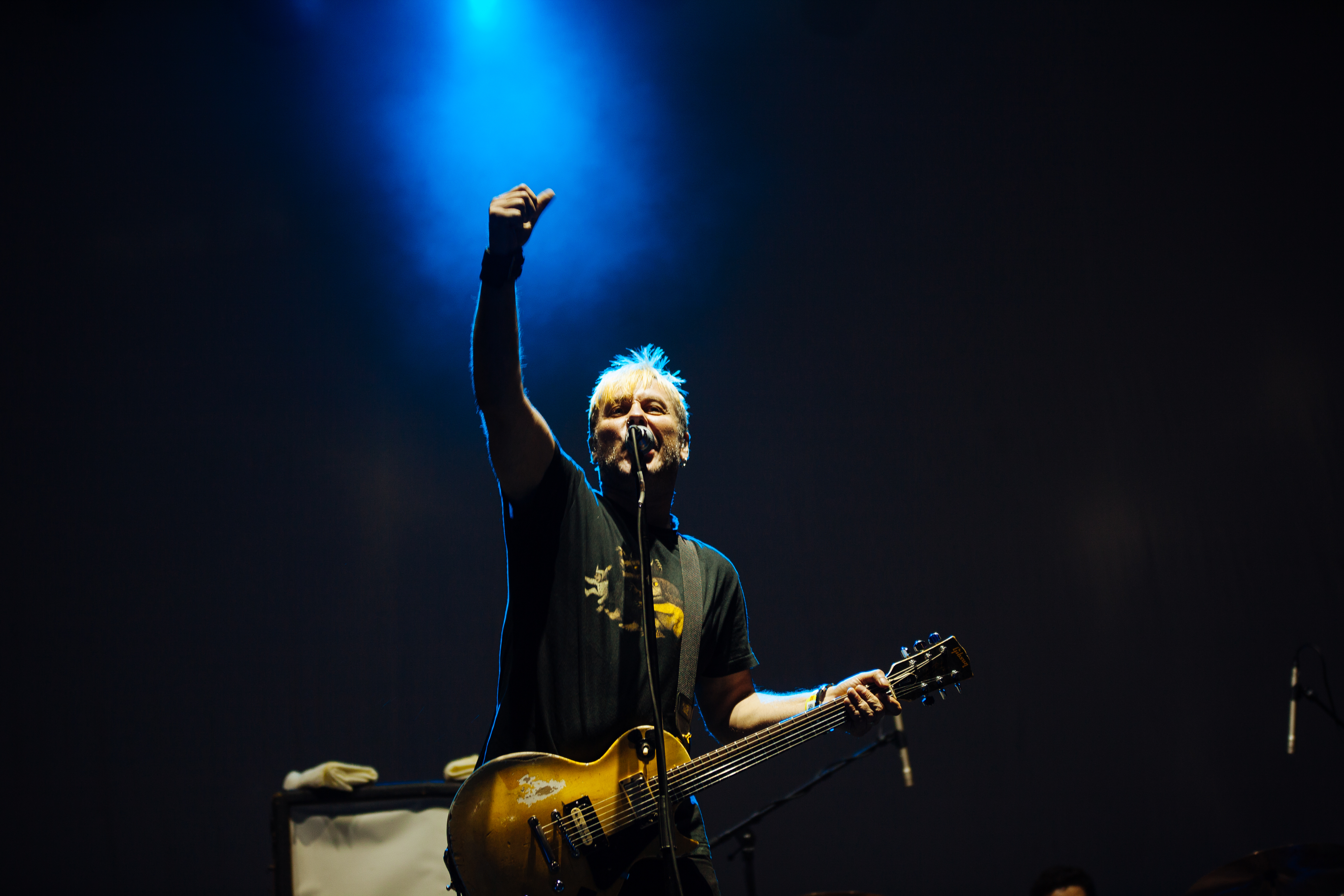
Archi auf dem Highfield-Festival 2014

Archi „MC Motherfucker“ Alert (* 1965 in Augsburg als Christian Pfister) ist ein deutscher Musiker. Er war Gitarrist von Inferno und Frontmann der Berliner Punkband Terrorgruppe.

## Leben
Alert begann seine musikalische Karriere 1980 in der Band Sexualtäter. Ein Jahr später wurde Alert Mitglied der Augsburger Hardcore-Band Inferno, die er 1986 wieder verließ.
Es folgten diverse musikalische Projekte. So spielte Alert beispielsweise E-Gitarre in der Berliner Metallband Vellocet. Im Jahr 1993 gründete Alert schließlich zusammen mit Johnny Bottrop die Band Terrorgruppe. Im November 2005 verließ er die Band, die sich danach als The Bottrops neu formierte. 2008 wirkte er am Filmprojekt Chaostage – We Are Punks! mit. Von 2013 bis 2022 war er wieder Frontmann der neugegründeten Terrorgruppe.
Danach widmete sich Alert einem Soloprojekt namens Beelzebob und etlichen Album-Produktionen für Bands wie The Movement, The Creetins und Bitume. Außerdem produzierte er ab 2005 zwei Musikfilmdokumentationen über die Deconstruction-Tour und K.I.Z.
Auf dem Album Hahnenkampf der Rapcrew K.I.Z übernahm Alert unter dem Pseudonym „MC Motherfucker“ die Produktion des Titels Schwarz, Rot, Geld.
Ab 2010 managte er The toten Crackhuren im Kofferraum, 2020 war er Tourneeleiter von K.I.Z.